# 幸運之吻
《幸運之吻》（英語：Just My Luck）是一部2006年美國浪漫喜劇電影，由唐諾·畢屈（Donald Petrie）執導。主演琳賽·蘿涵和克里斯·潘恩分別為幸運星和倒楣鬼，卻在舞會上一吻而運氣互換。
英國團體McFLY（湯姆·弗萊屈、丹尼·瓊斯、哈利·裘德、道基·波伊特）在電影裡飾演同名團體。電影於美國2006年5月12日首映，台灣地區6月21日上映。

## 情節
艾希莉（琳賽·蘿涵飾）是名職員，而最重要的是其運氣旁身，做什麼事情都順風順水。與之極端幸運相對的則是年輕人傑克（克里斯·潘恩飾），他頭頭碰壁。在一個化妝舞會中，傑克吻了艾希莉。艾希莉頓時霉運當頭。為了重拾自己的運氣，艾希莉四處尋訪傑克，也因而成就了兩人之間的一段緣份。最後兩個人將這份看不到的運氣給了一位生病的小女孩凱蒂，但是兩人卻因為對方而感到了從沒有過的幸運。

## 演員
- 琳賽·蘿涵 - 愛許莉·阿爾布萊特（Ashley Albright）
- 克里斯·潘恩 - 傑克·哈丁（Jake Hardin）
- 莎蜜拉·阿姆斯壯 - 瑪姬（Maggie）
- 費松·勒夫 - 戴蒙·菲利浦斯（Damon Phillips）
- 蜜西·派兒 - 佩姬·布瑞登（Peggy Braden）
- 麥肯茲·韋加 - 凱蒂·阿普里（Katy Applee）
- 賈桂琳·佛萊明 - 蒂芬妮（Tiffany）
- 克里斯·卡馬克 - 大衛·潘寧頓（David Pennington）
- 布黎·透納 - 丹娜（Dana）
- 卡洛斯·龐塞 - 安東尼奧（Antonio）
- McFLY「小飛俠」
  - 湯姆·弗萊屈（Tom Fletcher）
  - 丹尼·瓊斯（Danny Jones）
  - 哈利·裘德（Harry Judd）
  - 道基·波伊特（Dougie Poynter）

## 外部連結
- 互联网电影数据库（IMDb）上《幸運之吻》的资料（英文）
- AllMovie上《幸運之吻》的资料（英文）
- 爛番茄上《幸運之吻》的資料（英文）
- Box Office Mojo上《幸運之吻》的資料（英文）
- Metacritic上《幸運之吻》的資料（英文）
- Yahoo奇摩電影上《幸運之吻》的資料（繁體中文）
- 開眼電影網上《幸運之吻》的資料（繁體中文）
- 时光网上《幸運之吻》的資料（简体中文）
- 豆瓣电影上《幸運之吻》的資料 （简体中文）